# محمد شريف الصادق
فريق بحري محمد شريف الصادق (مواليد 12 نوفمبر 1936 -)، هو قائد القوات البحرية المصرية خلال (1987 - 1991)، و رئيس أركان القوات البحرية المصرية، شارك في معركة البرلس البحرية، وحرب اليمن، وحرب أكتوبر، والمعارك البحرية بين إسرائيل.

## نشأته وأسرته
محمد شريف محمد الصادق ولد في حي شبرا بالقاهرة في الثاني عشرة من نوفمبر سنة 1936، كان أباه موظف في كلية الهندسة جامعة فؤاد الاول، وكانت أمه ناظرة أحدئ مدارس التوجيهي من المدارس السنية، فكانت من أوائل الدفعات لخريجات المدارس السنية، وعملت كذلك في مؤسسة السنية من رياض الأطفال إلى أن أسست مدرسة التجارة المتوسطة للبنات بمنطقة لازغولي بوسط القاهرة، وشقيقه مهندساً مدنياً، تزوج الصادق في حقبة الستينيات من القرن العشرين، وأبنه ضابطاً، وابنته مهندسة مدنية.

## حياته
تخرج الصادق من الكلية البحرية المصرية في 19 مايو سنة 1956، برأس التين في محافظة الإسكندرية الدفعة الثامنة بحرية،وحضر التخرج الرئيس جمال عبد الناصر آنذاك والمشير عبد الحكيم عامر قائد القوات المسلحة المصرية، تخرجت الدفعة مبكراً قبل موعد التخرج، وذلك لاستعداد القوات المسلحة للعمليات التى كانت متوقفة بعد تأميم قناة السويس في يوليو 1956. وكانت تلك الدفعة أول دفعة يلتحق بها سوريين بعد بوادر الاتحاد مع سوريا، وكان لهم فضل تأسيس البحرية السورية الحديثة وكانوا قادتها في حرب 1967 وحرب أكتوبر.
سافر في بعثة ملاحة بالاتحاد السوفيتي (روسيا حالياً) للحصول على ماجستير العلوم العسكرية من الكلية البحرية هناك، التحق بالدورة الثالثة لأركان الحرب التخصصى وحصل علي درجة (بحرية)، سافر في بعثة دورة المدرسة العسكرية العليا بفرنسا، لحرب الأسلحة المشتركة في باريس، حصل على الدورة الثالثة، (كلية الحرب العليا) بأكاديمية ناصر العسكرية في القاهرة.
شارك في الاجراءت التمهيدية للوحدة بين سوريا ومصر، وفي العرض العسكرى بدمشق، وأشرف علي تدريب القوات البحرية باللاذقية في سوريا.

## مناصب
تدرج في المناصب القيادية بالقوات البحرية حتى وصل إلى منصب قائد القوات البحرية في الفترة من عام 1987 وحتى 1990.
- قائد لواء الإبرار.
- قائد القوات البحرية الأسبق.
- نائب مدير الكلية البحرية للبحوث و التعليم .
- نائب رئيس شعبة التدريب البحري.
- نائب رئيس شعبة العمليات البحرية .
- رئيس شعبة العمليات البحرية .
- رئيس أركان القوات البحرية .

## مشاركات عسكرية
وشارك في حروب مصر المعاصرة،
شارك الصادق في المعارك البحرية منذ كان ضابطاً، ورئيس أركان القوات البحرية، وقائد القوات البحرية، ومن أهمها؛
- معركة البرلس البحرية سنة 1956 على لنشات الطوربين بقيادة المقدم جلال الدسوقى قائد اللواء الأول لنشات طوربيد ضد الأسطول الفرنسى.[13]
- حرب اليمن.
- حرب الاستنزاف.
- حرب أكتوبر.

## تكريمه
تقديراً لدوره وتاريخه العسكري أطلق اسمه الفريق محمد شريف الصادق على الدفعة رقم (73) بحرية.

## أوسمة
- حصل على نوط الخدمة الممتازة.[16]
- نوط الواجب من الطبقة الأولى.
- ميدالية الخدمة الطويلة والقدوة الحسنة من الطبقة الأولى .